# Єзюрко (Мазовецьке воєводство)
Єзюрко (пол. Jeziórko) — село в Польщі, у гміні Пражмув Пясечинського повіту Мазовецького воєводства.
Населення — 644 особи (2011).
У 1975-1998 роках село належало до Варшавського воєводства.

## Демографія
Демографічна структура станом на 31 березня 2011 року:
|          | Загалом | Допрацездатний вік | Працездатний вік | Постпрацездатний вік |
| -------- | ------- | ------------------ | ---------------- | -------------------- |
| Чоловіки | 319     | 60                 | 231              | 28                   |
| Жінки    | 325     | 75                 | 198              | 52                   |
| Разом    | 644     | 135                | 429              | 80                   |